# 언제나 마음은 태양
《언제나 마음은 태양》(영어: To Sir, With Love)은 1967년에 개봉한 영국의 영화이며 1959년에 출간된 E.R. 브레스웨이트의 동명의 소설을 영화화한 것이다.

## 줄거리
영국령 기아나 출신 이민자 마크 새커리는 18개월간의 구직 활동에도 불구하고 엔지니어링 직위를 얻지 못했다. 그는 이스트엔드오브런던의 노스 쿼이 중등학교에서 임시직으로 교사직을 수락했지만, 교직 경험은 없었다.
그곳의 학생들은 다른 학교에서 퇴학당한 아이들이었고, 새커리는 그가 도착한 날 갑자기 학교를 떠난 핵먼 선생님의 후임이었다. 다른 교사인 웨스턴 선생님에 따르면, 핵먼은 학생들의 통제 불능 행동 때문에 떠났다고 한다. 새커리 선생님이 물려받은 반의 학생들은 버트 데넘과 파멜라 데어를 필두로 행동이 불량했다. 그들의 장난은 기물 파손에서 불쾌한 장난에 이르기까지 다양했다. 새커리는 많은 수업에서 방해에도 불구하고 침착한 태도를 유지했지만, 교실 난로에서 무언가 타는 것을 발견하고 마침내 화를 냈다. 그것은 여자아이의 생리대로 밝혀졌다. 그는 남자아이들을 교실에서 내쫓은 다음, "음란한 행동"이라며 책임이 있거나 수동적으로 지켜본 모든 여자아이들을 꾸짖었다. 새커리는 학생들이 자신을 화나게 한 것에 대해 스스로에게 화를 냈다. 그는 접근 방식을 바꾸어 더 이상 교과서로 공부하지 않을 것이라고 반에 알렸다. 학기말까지 그는 그들을 어른으로 대하고 그에 합당한 행동을 기대할 것이라고 말했다. 그는 학생들이 자신을 "선생님" 또는 "새커리 선생님"으로 부를 것이며, 여자아이들은 "양"으로, 남자아이들은 성으로 부를 것이라고 선언했다. 그들은 또한 원하는 어떤 문제든 논의할 수 있었다. 그는 점차 반 아이들의 마음을 얻었지만, 끊임없이 그를 괴롭히는 데넘만은 예외였다.
새커리는 빅토리아 앨버트 박물관과 사우스켄싱턴에 있는 자연사 박물관 (런던)으로의 반 여행을 주선했고, 이는 잘 진행되었다. 그는 나중에 학생 포터와 체육 교사 벨 선생님 사이의 잠재적으로 폭력적인 상황을 해소한 후 일부 지지를 잃었다. 그는 벨 선생님이 잘못했다고 믿더라도 포터에게 사과하라고 요구했다. 그 그룹은 나중에 새커리를 반 댄스파티에 초대하기를 거부했다. 혼혈 학생 실스의 백인 영국인 어머니가 돌아가시자, 반 아이들은 조화를 위한 모금을 했지만 새커리의 기부는 받기를 거부했다. 학생들은 "유색인종"의 집에 방문하는 것에 대한 이웃의 소문을 두려워하여 직접 조화를 실스의 집에 전달하는 것을 거부했다.
교장 선생님은 새커리에게 "성인 접근법"이 실패했다고 말하고, 향후 야외 활동은 취소되었다. 새커리는 교장 선생님이 새로운 영구 체육 교사를 찾을 때까지 남자아이들의 체육 수업을 가르쳐야 했다. 한편, 새커리는 우편으로 엔지니어링 직업 제안을 받았다.
파멜라의 어머니는 새커리에게 딸의 집에서의 행동에 대해 이야기해 달라고 요청했다. 그러나 이는 파멜라를 화나게 했고, 새커리는 파멜라가 자신에게 반해 있다고 생각했다. 체육 수업 중, 데넘은 새커리에게 권투 시합을 신청했다. 새커리는 처음에는 거절했지만 마지못해 동의했다. 데넘은 새커리의 얼굴에 무해한 주먹을 날렸지만, 새커리의 단 한 번의 펀치가 데넘의 명치에 들어가 데넘이 고통으로 몸을 웅크리면서 경기는 갑자기 끝났다. 새커리는 데넘을 돌본 후 다치지 않고 체육관을 나섰고, 반 아이들은 놀라워했다. 새커리는 데넘의 능력을 칭찬하며 내년에 어린 학생들에게 권투를 가르치라고 제안했다. 감명받은 데넘은 동급생들에게 새커리에 대한 존경심을 표현했다. 새커리는 그들의 존경을 되찾고 반 댄스파티에 초대되었다. 나중에 실스의 어머니 장례식에 참석하면서, 새커리는 개인적인 선택과 책임에 대한 자신의 강의가 효과를 보았고, 반 전체가 참석했다는 사실에 감동받았다.
댄스파티에서 파멜라는 "레이디스 초이스" 댄스에서 새커리를 파트너로 설득했다. 그 후, 반 아이들은 새커리에게 "우리를 기억할 작은 선물"을 주었다. 너무 감동하여 말을 잇지 못한 새커리는 자신의 교실로 돌아왔다.
떠들썩한 커플이 교실로 들어왔다. 그들은 새커리의 선물, 즉 떠나는 반 아이들이 서명한 "선생님께, 사랑을 담아"라고 새겨진 은색 탱커드와 카드를 비웃으며 내년에 자신들이 그의 반이 될 것이라고 새커리를 놀렸다. 그들이 떠난 후, 새커리는 서서 엔지니어링 직업 제안서를 찢으며, 자신 앞에 놓인 일에 전념하기로 마음먹었다. 그는 책상 위 꽃병에서 꽃을 한 송이 꺼내어 양복 깃에 꽂고 떠났다.

## 출연
- 시드니 포이티어  - 쌔커리
- 주디 거슨 - 파멜라
- 크리스찬 로버츠 - 덴험
- 룰루 케네디케언스 - 바바라
- 수지 켄달 - 질리안

## 한국판 성우진(MBC)
- 김관철 - 쌔커리(시드니 포이티어)
- 김진숙 - 파멜라(주디 거슨)
- 권혁수 - 덴험(크리스찬 로버츠)
- 성유진 - 바바라(룰루 케네디케언스)
- 김영훈 - 포터(크리스 치텔)
- 황일청 - 교장 선생님(에드워드 번햄)
- 김은영 - 교감 선생님(페이스 브룩)
- 박소현 - 질리안(수지 켄달)
- 안정현 - 키트리지(패트리샤 루트레지) / 조세프의 엄마(리타 웹)
- 강미 - 파멜라의 엄마(앤 벨) / 버스 승객(마리안느 스톤)
- 김용식 - 시장 상인(프레드 그리피스)
- 이성 - 체육 선생님(사이릴 샤프스)
- 양윤선 - 웨스턴(제프리 베일든)
- 이인성 - 실즈(안소니 빌라로엘)
- 홍혜정 - 제인(제인 피치)
- 박영화 - 잉엄(피터 어티러드)
- 이종혁 - 펄먼(그래햄 찰스)
- 이선호 - 조세프(아드리엔 포스타)
- 이승환 - 벅클리(로저 셰퍼드)
- 손원일 - 잭슨(마이클 데스 바레스)